# Porstendorf (Neuengönna)
Porstendorf ist ein Ortsteil von Neuengönna im Saale-Holzland-Kreis in Thüringen.

## Geografie
Porstendorf liegt im Saaletal direkt westlich am Fluss auf einer Höhe von  140 m ü. NHN. Die Bundesstraße 88 im Abschnitt Jena–Naumburg/Saale und die Bahnlinie Großheringen–Saalfeld teilen die Ortschaft.
Angrenzende Gemeinden sind von Süd nach West beginnend: Jena-Zwätzen, Neuengönna, Dorndorf-Steudnitz, Golmsdorf und Jena-Kunitz.

## Geschichte

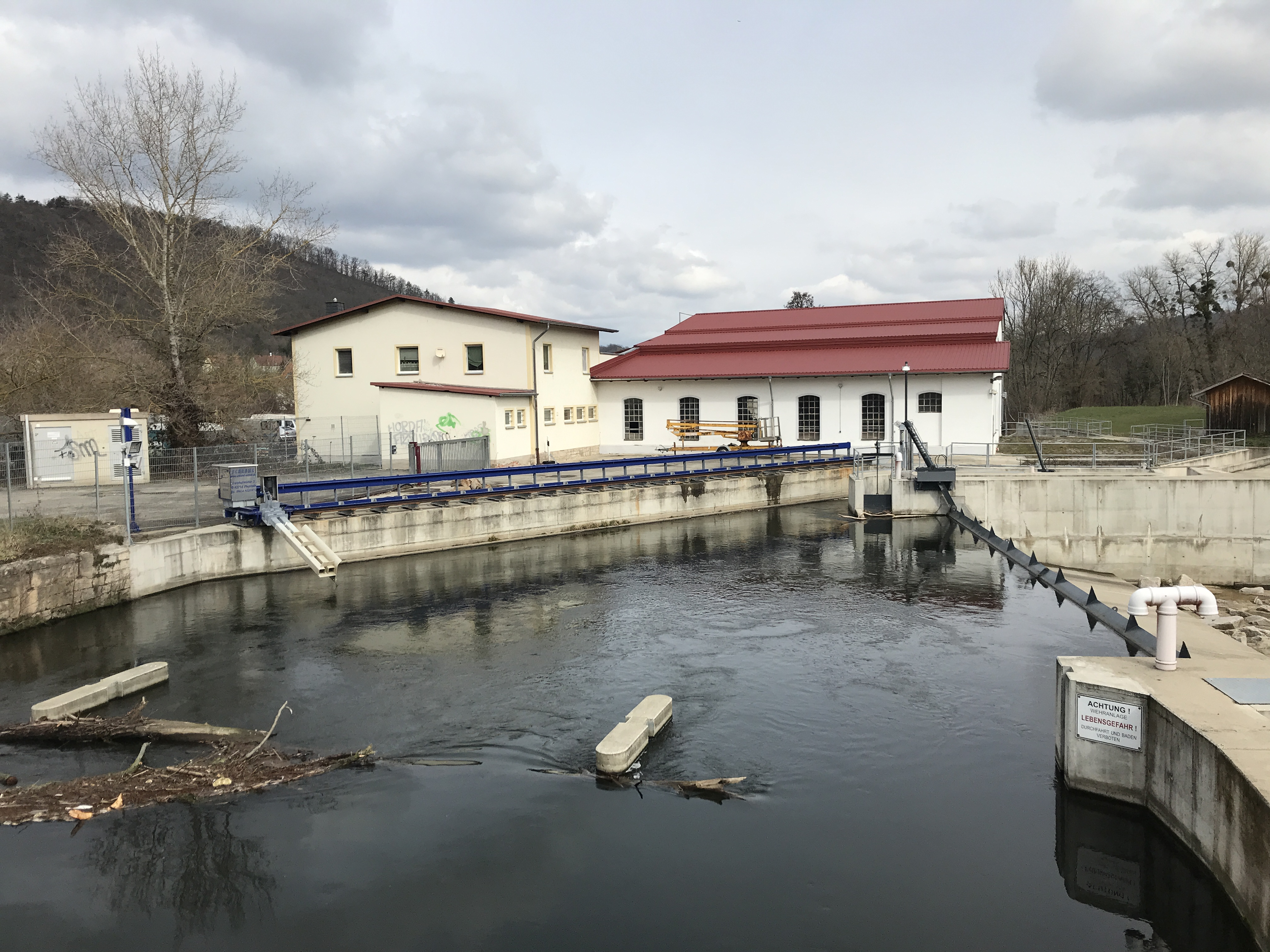
Wasserkraftwerk an der Lache, einem Nebenarm der Saale

Bereits im 12. Jahrhundert existierten neben einer Bauernsiedlung und einer Pfarrkirche zwei adlige Güter in Porstendorf, die einerseits der Familie von Stechau und andererseits der Familie von Porstendorf gehörten. Ersteres erwarb zwischen 1168 und 1177 das Zisterzienserkloster Pforte bei Bad Kösen. Letzteres wurde zwischen den Brüdern Bruno und Konrad von Porstendorf geteilt. 
Bruno von Porstendorf, welcher Bischof von Meißen wurde, gründete auf seinem Besitz nach 1209 ein Augustiner-Chorherrenstift, während Konrad 1221 eine Komturei des Deutschen Ordens in Porstendorf gründete, in die nur wenige Jahre später das neu gegründete Stift aufging. Doch bereits 1226 verkaufte der Deutsche Orden unter Zustimmung des Hochmeisters Hermann von Salza seine Porstendorfer Besitzungen an das Kloster Pforte, wodurch dieses zum alleinigen Eigentümer des Ortes wurde. Die Mönche ließen bis 1250 die Bauerndörfer Porstendorf und Hummelstedt eingehen und errichteten stattdessen eine Grangie, eine Mühle und ein Wehr in der Saale.
Anfang des 15. Jahrhunderts veranlasste das Kloster die Neugründung einer Bauernsiedlung am Ausgang des Nerkewitzer Grundes, sodass der heutige Ort Neuengönna entstand. Wenige Jahrzehnte später kam es dort zu einem Streit zwischen dem Abt des Klosters Pforte und dem Schösser des Amtes Jena um die Gerichtsbarkeit, an dem sich auch die Bauern beteiligten. Neuengönna blieb weiterhin dem Rittergut Porstendorf gerichtlich unterstellt.
Nach der Reformation und Aufhebung des Klosters Pforte im Jahr 1540 wurde Porstendorf dem sächsischen Landesherrn übereignet und an die Familie von Herda verlehnt. 1578 erwarb die Familie des sächsischen Kanzlers Gregor Brück das Rittergut und bewohnte es bis 1605. Anschließend wurde Porstendorf den Schenken von Tautenburg übereignet. Von 1640 bis 1665 gehörte es der Familie des Hermann von Wolframsdorf und wurde im letztgenannten Jahr von Herzogin Marie von Sachsen-Jena für 30.000 Gulden erworben, deren Tochter Charlotte Marie von Sachsen-Jena es 1694 an Georg Ludwig von Wurmb verkaufte. In der Folgezeit erfuhr das Rittergut einen umfassenden Umbau.
1945 wurde das Rittergut enteignet, von der Roten Armee besetzt und 1948 bis auf wenige Wirtschaftsgebäude dem Erdboden gleichgemacht. In der DDR wurde in Porstendorf ein Naherholungszentrum geschaffen. Der Badesee und die umliegenden Wiesen, teils mit erhaltenen Finnhütten, werden heute als Naturcampingplatz betrieben.
Zwischen dem 2. Oktober 1905 und 1969 bestand die Bahnstrecke Crossen–Porstendorf, die vom Saaletal Richtung Osten durch das Tal der Gleise führte.

## Wirtschaft

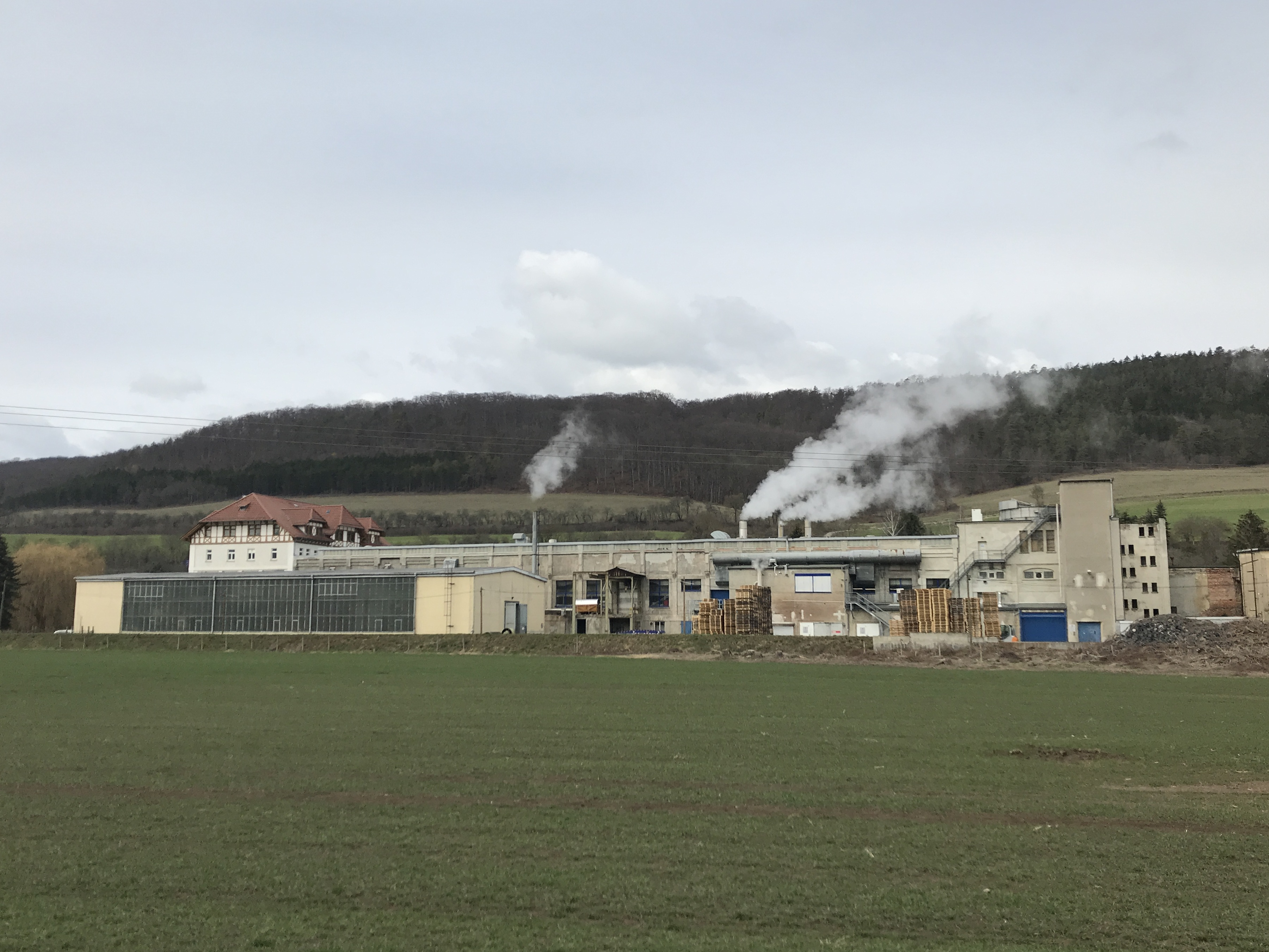
Kartonfabrik

Der ehemals landwirtschaftlich orientierte Ort verfügt heute über:
- einen Campingplatz
- eine Kartonfabrik
- einen Fachbetrieb für Autoverwertung
- ein Kompetenzzentrum für alternative Energien im Alten Bahnhof
- einen Bahnhof der Saalbahn für die Strecke Großheringen und Saalfeld
- ein bulgarisches Restaurant

## Verkehr
Der Haltepunkt Porstendorf liegt an der Bahnstrecke Großheringen–Saalfeld.